# 牧田明久
牧田 明久（まきだ あきひさ、1982年6月3日 - ）は、福井県越前市出身の元プロ野球選手（外野手、右投右打）。コーチ。
大阪近鉄バファローズの最終年（2004年）に同球団へ所属していた選手の1人で、東北楽天ゴールデンイーグルスには創設1年目の2005年から在籍。現役引退後の2017年からは楽天の球団職員として「楽天イーグルスアカデミー」ジュニア部門のコーチを務める傍ら、野球解説者としても活動している。

## 経歴

### プロ入り前
1982年に福井県越前市に産まれる。北日野小学校に通いつつ、地元の少年野球チーム「北日野マウンテンズ」で小学2年生から野球を始める。ポジションは主に投手。部活動で野球を続けながら越前市立万葉中学校から高校は鯖江市にある鯖江高校に進学した。甲子園出場経験はない。中学・高校時代は投手で4番を務めた。
2000年のドラフト会議で大阪近鉄バファローズから5位指名を受け、入団。高校時代は投手として140km/h以上を計測していたが、50メートル6.0秒の俊足、高校通算18本塁打という打力を買われ、外野手として入団した。背番号は63。

### 近鉄時代
2001年 - 2004年
近鉄時代は二軍での打率も1割台後半から2割台前半という成績で、一軍昇格のきっかけを掴めずに終わった。守備では、入団1年目は外野に専念していたが、当時の近鉄はタフィ・ローズ、大村直之、礒部公一をはじめとして層が厚かったため、出番を増やすため三塁手の守備にも挑戦した。オフに球団合併に伴う分配ドラフトを経て新たに創設された東北楽天ゴールデンイーグルスに移籍。

### 楽天時代

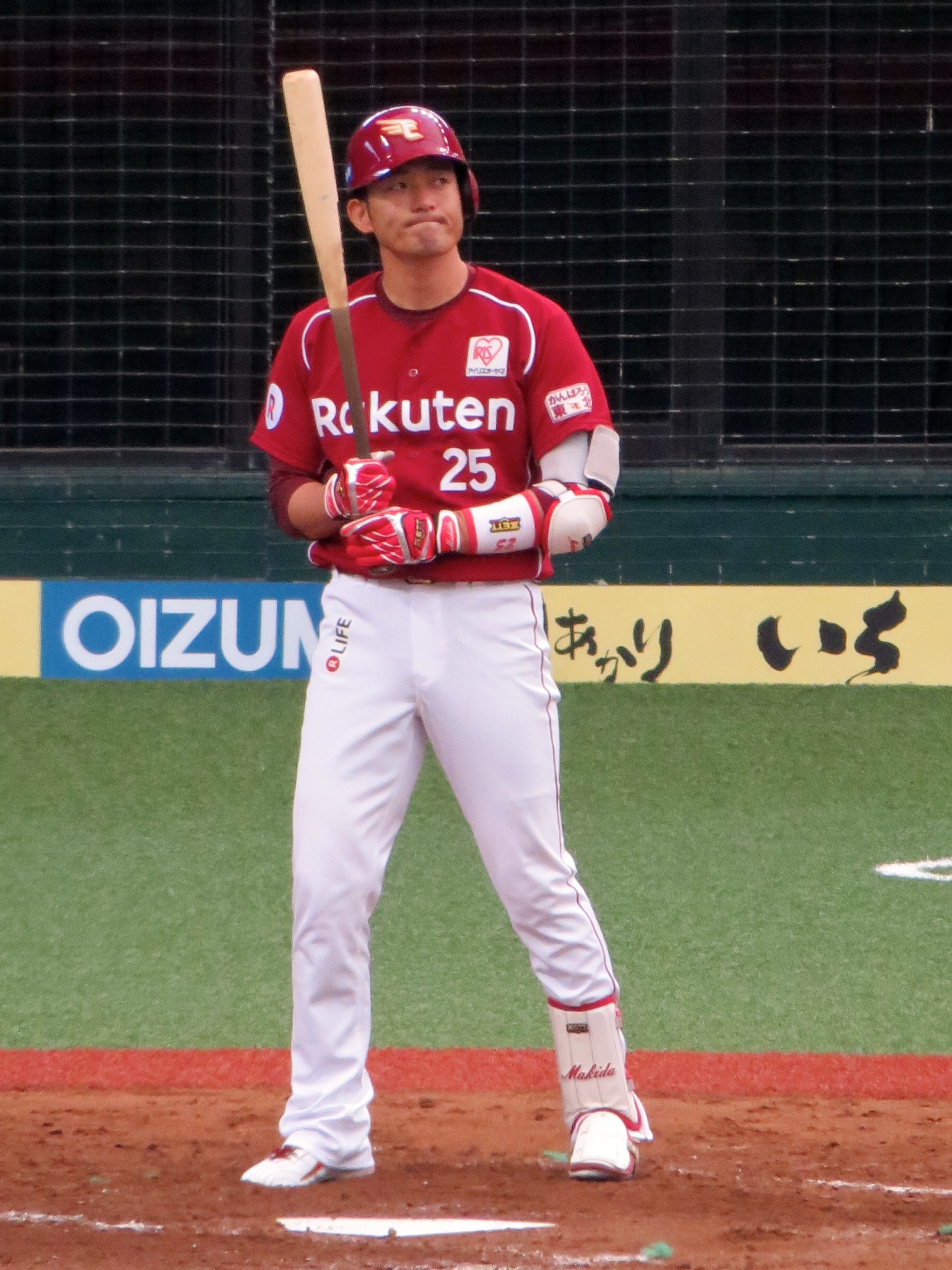
楽天時代
（2016年4月23日 西武プリンスドーム）

2005年
7月15日に負傷した飯田哲也に代わって一軍昇格。7月19日の対福岡ソフトバンクホークス戦（ヤフードーム）で代走として、プロ5年目にして一軍戦初出場を果たした。7月25日の対北海道日本ハムファイターズ戦（フルキャストスタジアム宮城）でのプロ初打席は死球となり、出塁後に初盗塁を記録した。7月30日の対埼玉西武ライオンズ戦（インボイスSEIBUドーム）で延長11回表に打席に立ち、勝利につながるプロ初安打を打った。8月3日、対千葉ロッテマリーンズ戦でサードゴロを打ち、初打点を記録。この年は一軍戦に主に代走としての出場で13試合に出場した。二軍ではチーム2位の74試合に出場、打率.242、7盗塁（チーム2位）を記録した。
2006年
開幕二軍スタートとなったが、二軍では初戦を除き4番を務めた。5月19日に一軍登録。シーズン前半は打撃好調だったが、6月9日の対広島東洋カープ戦（岡山県倉敷スポーツ公園野球場）で頭部に死球を受け戦線離脱。6月27日に復帰直後は打率1割台と低迷した。しかし守備では貢献し、リーグ10位・チームではトップとなる補殺5を記録した。一方、盗塁成功率が5割未満と盗塁技術に課題を残した。監督の野村克也に｢我慢して使おうという気にさせてくれる｣と評価された。
2007年
4月12日の対西武戦（Kスタ宮城）で先発の松永浩典からプロ初本塁打を放つ。5月3日の対ソフトバンク戦（ヤフードーム）で8回裏に公式戦では初めて三塁守備に就く（守備機会はなし）。8月4日のソフトバンク戦（フルキャスト宮城）で、本塁を狙った荒金久雄を好返球で封殺して逆転を阻止、球団史上初の「本拠地でのホークス戦6連勝」に貢献する。試合後、牧田の強肩について野村克也は「専守防衛の自衛隊のようだ」とコメントし、以来「専守防衛」は牧田の代名詞となった。その後も守備固めとして多く起用され、初めてシーズン通して一軍に帯同した。また、鉄平の打撃不振もあって、相手投手次第では先発出場の機会も増えた。10月3日の対日本ハム戦（Kスタ宮城）で、本塁送球の際に右肘を痛め、12月に遊離軟骨の除去手術を受ける。秋季キャンプ、春季キャンプは別メニューで調整した。
2008年
前年に受けた右肘の手術の影響で一軍出場はなかった。二軍では40試合に出場し、打率.275、4本塁打、22打点の成績だった。守備では全力投球できないためか、左翼手としての出場が多かった。
2009年
監督の野村克也からの期待も大きく、自慢の強肩をオープン戦で披露し、開幕一軍入りを果たし、主に守備固めとして起用された。左投手が先発の時は時折スタメンで起用されたが、打撃で結果を残せず二軍と一軍を行き来するシーズンとなった。
2010年
開幕一軍入りを果たすとトッド・リンデンや宮出隆自が不振に陥ったため左翼手としての出場機会が増加。8月13日の対ロッテ戦では成瀬善久から3年ぶりの本塁打を放つ。その後、長年に渡り課題とされていたバッティングで9月に月間4本塁打を記録し、終盤にはレギュラーとして定着。規定打席には達しなかったものの打率.291、6本塁打と長打力不足に喘ぐチームで奮闘した。反面、200打席近くに立ちながら4四球と選球眼に課題を残した。
2011年
キャンプの時点では右翼手のレギュラーを期待されたが、肩を痛めて開幕に間に合わず、復帰は6月半ばまでズレ込んだ。復帰直後は中村真人、横川史学と併用で左翼手として起用されていたが、鉄平が不調で二軍落ちしてからは横川と併用で右翼手での出場が増えた。8月30日の対西武戦では2点リードの8回二死二・三塁の場面で中島裕之のライト前ヒットでホームに突入した二塁走者浅村栄斗を刺し、勝利に貢献した。夏場までは中々ヒットが出ず、スタメンを横川に譲ることも多かったが、9月に一気に調子を上げたことに加え、横川が二軍落ちしたため以降は右翼手のレギュラーとしてシーズン最後まで出場。一時は2割にも満たなかった打率は.268まで上がり、得点圏打率は.350を記録した。シーズンオフに背番号を5に変更した。
2012年
シーズン開始前から中軸として期待され、開幕戦は3番でスタメン出場。その後もクリーンアップとして起用されるが、交流戦辺りから打撃不振と怪我によってレギュラーの座を外され、以降準レギュラーとして下位打線を打つようになる。前半戦は不振だったが後半戦以降は少しずつ状態を上げ、9月19日の対ロッテ戦（東京ドーム）では自身初の満塁本塁打を含む2本塁打7打点の活躍で、2008年にホセ・フェルナンデスが記録した1試合の打点の球団記録に並んだ。規定打席にはわずかに届かなかったものの、共にチームトップの9本塁打と53打点を記録した。一方で打率は.225という低打率で、レギュラー定着には至らなかった。守備ではリーグ2位の補殺数と守備率10割を記録した。同年は西武戦で高打率を残した。
2013年
3月30日の対ソフトバンク戦（福岡 ヤフオク!ドーム）で決勝の本塁打を放つなど、5番打者として活躍していた。しかし、4月21日の対ロッテ戦で、打席でのスイング中に左手首を負傷。同月24日に「左橈側手根伸筋腱部分断裂で全治3～4週間」と診断されたことから、戦線を離脱した。7月30日の一軍復帰後は、クリーンアップが銀次（3番）、アンドリュー・ジョーンズ（4番）、ケーシー・マギー（5番）でほぼ固定されていたことなどから、主に左投手が登板する試合でスタメンや代打に起用。読売ジャイアンツとの日本シリーズでは、11月3日のシリーズ第7戦（クリネックススタジアム宮城）で、巨人の先発が左腕投手の杉内俊哉だったことから、「9番・中堅手」でスタメンに出場。楽天の2点リードで迎えた4回裏の第2打席では、2番手で登板した右投手の澤村拓一からソロ本塁打を放った。チームはこの試合で球団初の日本一となったが、シーズン終了後の12月に「自分は年間を通じて活躍していない」という理由で優勝記念旅行への参加を辞退した。
2014年
6月3日の対阪神タイガース戦（楽天Koboスタジアム宮城）では1点差で迎えた9回裏の第4打席で呉昇桓からサヨナラ打2点適時三塁打を放っている。
2015年
序盤は代打や守備固めなどが、主な起用方法だったが、主力の相次ぐ不振、怪我で6月から2番で固定された。6月の打率は.370と好調で7月も好調を維持していたが、7月5日の日本ハム戦で内野ゴロの際に左太ももを痛めた。その後は代打で5試合連続出塁など5打数4安打と結果を残すも、7月16日に登録を抹消された。9月に復帰してからは、やや成績を落としたものの、シーズン通算では打率.311を記録した。シーズン終了後には、ドラフト会議を経て入団した茂木栄五郎が背番号5を着用する関係で、背番号を25に変更した。
2016年
一軍公式戦では打率.355を記録したものの、新人・若手野手が相次いで一軍に台頭したこともあって、出場試合数は移籍後最少の16試合に留まった。しかし、出場選手登録を抹消された7月12日以降は一軍復帰を果たせず、10月24日に球団から戦力外通告を受けた。牧田自身は「今年ダメだったら、もう後がない」という決意でシーズンに臨んでいた。また、「自分は楽天が好きで、この球団で（現役生活を）終わりたかった。家族も（本拠地のある）仙台の街を気に入っているので、他のチームでのプレーをどうしても考えられなかった」として、戦力外通告を機に現役を引退した。なお、球団では11月23日のファン感謝デーで、栗原健太・長谷部康平との合同引退セレモニーを開催。牧田自身は11月24日付でNPBから任意引退選手として公示された。

### 現役引退後
楽天球団の職員へ転身するとともに2017年1月10日付でスクール部ベースボールグループに配属。球団が運営する「楽天イーグルスアカデミー」でジュニア部門のコーチを務める。
その一方で、2017年4月6日には、J SPORTS STADIUMの楽天×ソフトバンク3回戦（楽天Koboパーク宮城）中継で野球解説者としてデビュー（楽天イーグルスアカデミーでの同僚・牧野塁とのダブル解説）。以降も、アカデミーのコーチ業と並行しながら、TBCラジオなどの楽天戦中継で解説を務めている。
2020年からは楽天の二軍外野守備走塁コーチとして現場に復帰。2022年・2023年は育成外野守備走塁コーチを務め、2024年からは再び二軍外野守備走塁コーチを担当する。

## 選手としての特徴

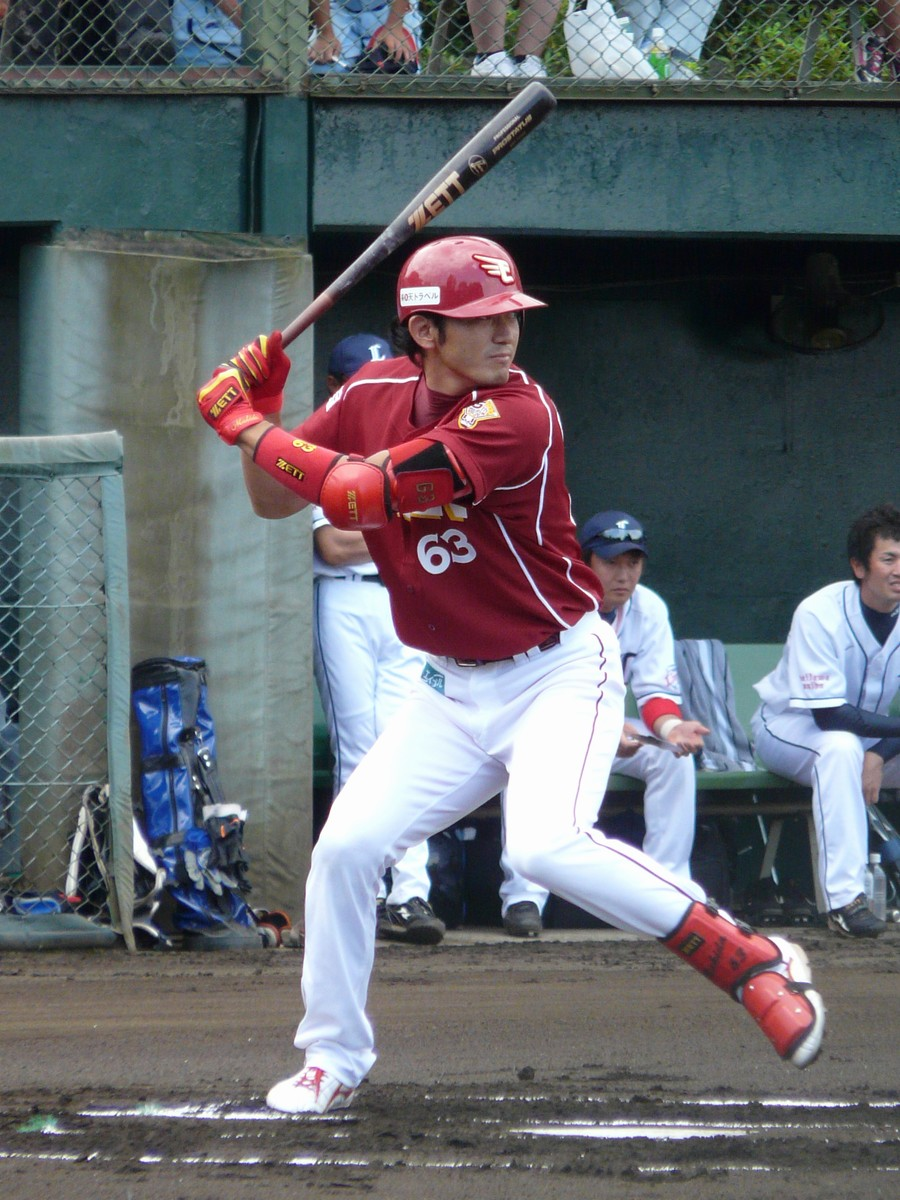
楽天時代の打撃フォーム（2009年8月24日 西武第二球場）

### 打撃
2011年の秋季キャンプでは、新しく打撃コーチに就任した大久保博元に「中島裕之（西武）や中村剛也（西武）よりもいい。（本塁打）20本は打てる」と評価された。
例年、秋になると打撃の調子が上がる傾向がある。
当初はパンチ力を持ち味としていたが、ベテランとなった2014年以降はミート中心の打撃を心掛けている。

### 守備
強肩を生かした高い守備力が武器。

## 人物
憧れの選手は新庄剛志。
- 2006年の日本ハム戦で、牧田が二塁打を打った際、二塁に立った牧田がセンター方向を見ると新庄が手を振ってくれたという。また、新庄に憧れているという話が本人に伝わり、新庄からバットをもらえたと喜んでいた[24]。
- プロ入り時の背番号の「63」は自身の誕生日の6月3日にも因むと共に、新庄が阪神入団当時につけていた背番号でもあり、「昔から憧れていた新庄さんの最初の背番号と同じ番号なので、もう変えられないです」と週刊ベースボールのインタビューで発言している。2011年のシーズンオフに背番号が「5」に変わることが発表された際にも、新庄が阪神時代などにつけていたことを踏まえて「新しい番号は嬉しい」とコメントしている[21]。

2006年11月27日に一般女性と入籍。その後、2007年4月11日に第一子となる女児が誕生、2009年12月9日には第二子となる女児が誕生した。

## 詳細情報

### 年度別打撃成績
| 年 度      | 球 団      | 試 合 | 打 席 | 打 数 | 得 点 | 安 打 | 二 塁 打 | 三 塁 打 | 本 塁 打 | 塁 打 | 打 点 | 盗 塁 | 盗 塁 死 | 犠 打 | 犠 飛 | 四 球 | 敬 遠 | 死 球 | 三 振 | 併 殺 打 | 打 率 | 出 塁 率 | 長 打 率 | O P S |
| ---------- | ---------- | ----- | ----- | ----- | ----- | ----- | -------- | -------- | -------- | ----- | ----- | ----- | -------- | ----- | ----- | ----- | ----- | ----- | ----- | -------- | ----- | -------- | -------- | ----- |
| 2005       | 楽天       | 13    | 11    | 10    | 1     | 2     | 0        | 0        | 0        | 2     | 1     | 1     | 0        | 0     | 0     | 0     | 0     | 1     | 2     | 0        | .200  | .273     | .200     | .473  |
| 2006       | 楽天       | 62    | 144   | 125   | 8     | 28    | 1        | 0        | 0        | 29    | 8     | 5     | 6        | 3     | 0     | 13    | 0     | 3     | 21    | 3        | .224  | .312     | .232     | .544  |
| 2007       | 楽天       | 97    | 177   | 162   | 18    | 43    | 6        | 0        | 1        | 52    | 9     | 4     | 4        | 4     | 0     | 11    | 0     | 0     | 28    | 2        | .265  | .312     | .321     | .633  |
| 2009       | 楽天       | 37    | 24    | 24    | 7     | 3     | 1        | 0        | 0        | 4     | 2     | 0     | 0        | 0     | 0     | 0     | 0     | 0     | 6     | 1        | .125  | .125     | .167     | .292  |
| 2010       | 楽天       | 81    | 190   | 182   | 22    | 53    | 15       | 3        | 6        | 92    | 16    | 2     | 0        | 1     | 1     | 4     | 0     | 2     | 26    | 3        | .291  | .312     | .505     | .818  |
| 2011       | 楽天       | 76    | 215   | 194   | 18    | 52    | 15       | 0        | 2        | 73    | 21    | 2     | 2        | 4     | 4     | 8     | 0     | 5     | 27    | 8        | .268  | .308     | .376     | .684  |
| 2012       | 楽天       | 123   | 425   | 378   | 38    | 85    | 11       | 1        | 9        | 125   | 53    | 5     | 7        | 10    | 4     | 23    | 1     | 9     | 49    | 11       | .225  | .283     | .331     | .614  |
| 2013       | 楽天       | 27    | 90    | 81    | 15    | 18    | 3        | 1        | 2        | 29    | 7     | 0     | 0        | 1     | 0     | 7     | 0     | 1     | 6     | 1        | .222  | .292     | .358     | .650  |
| 2014       | 楽天       | 77    | 204   | 184   | 13    | 43    | 5        | 1        | 2        | 56    | 17    | 0     | 1        | 5     | 0     | 12    | 0     | 3     | 18    | 7        | .234  | .291     | .304     | .596  |
| 2015       | 楽天       | 82    | 172   | 151   | 17    | 47    | 5        | 1        | 1        | 57    | 14    | 4     | 3        | 2     | 2     | 14    | 0     | 3     | 14    | 7        | .311  | .376     | .377     | .754  |
| 2016       | 楽天       | 16    | 34    | 31    | 2     | 11    | 2        | 0        | 0        | 13    | 2     | 0     | 0        | 1     | 0     | 2     | 0     | 0     | 2     | 3        | .355  | .394     | .419     | .813  |
| 通算：11年 | 通算：11年 | 691   | 1686  | 1522  | 159   | 385   | 64       | 7        | 23       | 532   | 150   | 23    | 23       | 31    | 11    | 94    | 1     | 27    | 199   | 46       | .253  | .306     | .350     | .656  |

### 年度別守備成績
| 年 度 | 三塁  | 三塁  | 三塁  | 三塁  | 三塁  | 三塁     | 外野  | 外野  | 外野  | 外野  | 外野  | 外野     |
| 年 度 | 試 合 | 刺 殺 | 補 殺 | 失 策 | 併 殺 | 守 備 率 | 試 合 | 刺 殺 | 補 殺 | 失 策 | 併 殺 | 守 備 率 |
| ----- | ----- | ----- | ----- | ----- | ----- | -------- | ----- | ----- | ----- | ----- | ----- | -------- |
| 2005  | -     | -     | -     | -     | -     | -        | 8     | 5     | 0     | 0     | 0     | 1.000    |
| 2006  | -     | -     | -     | -     | -     | -        | 53    | 90    | 5     | 2     | 0     | .979     |
| 2007  | 1     | 0     | 0     | 0     | 0     | ----     | 92    | 113   | 4     | 1     | 0     | .992     |
| 2009  | -     | -     | -     | -     | -     | -        | 33    | 24    | 1     | 0     | 0     | 1.000    |
| 2010  | -     | -     | -     | -     | -     | -        | 78    | 96    | 4     | 1     | 0     | .990     |
| 2011  | -     | -     | -     | -     | -     | -        | 73    | 126   | 3     | 0     | 2     | 1.000    |
| 2012  | -     | -     | -     | -     | -     | -        | 121   | 218   | 9     | 0     | 2     | 1.000    |
| 2013  | -     | -     | -     | -     | -     | -        | 25    | 57    | 1     | 0     | 0     | 1.000    |
| 2014  | -     | -     | -     | -     | -     | -        | 66    | 81    | 3     | 3     | 0     | .966     |
| 2015  | -     | -     | -     | -     | -     | -        | 71    | 66    | 0     | 1     | 0     | .985     |
| 2016  | -     | -     | -     | -     | -     | -        | 12    | 10    | 1     | 1     | 0     | .917     |
| 通算  | 1     | 0     | 0     | 0     | 0     | ----     | 632   | 886   | 31    | 9     | 4     | .990     |

- 各年度の太字はリーグ最高

### 記録
初記録
- 初出場：2005年7月19日、対福岡ソフトバンクホークス13回戦（福岡Yahoo! JAPANドーム）、9回表に益田大介の代走で出場
- 初打席：2005年7月25日、対北海道日本ハムファイターズ11回戦（フルキャストスタジアム宮城）、9回裏にブラッド・トーマスから死球
- 初盗塁：同上、9回裏に二盗（投手：ブラッド・トーマス、捕手：中嶋聡）
- 初安打：2005年7月30日、対西武ライオンズ12回戦（インボイスSEIBUドーム）、11回表に大沼幸二から左前安打
- 初打点：2005年8月3日、対千葉ロッテマリーンズ12回戦（千葉マリンスタジアム）、9回表に藤田宗一から三塁ゴロの間に記録
- 初先発出場：2006年5月29日、対広島東洋カープ3回戦（フルキャストスタジアム宮城）、7番・右翼手で先発出場
- 初本塁打：2007年4月12日、対西武ライオンズ5回戦（フルキャストスタジアム宮城）、4回裏に松永浩典から左越ソロ

その他の記録
- 1試合7打点：2012年9月19日、対千葉ロッテマリーンズ22回戦（東京ドーム）※楽天球団最多タイ記録

### 背番号
- 63（2001年 - 2011年）
- 5（2012年 - 2015年）
- 25（2016年）
- 85（2020年 - ）